# Syllepte iophanes
Syllepte iophanes is een vlinder uit de familie van de grasmotten (Crambidae), uit de onderfamilie van de Spilomelinae. De wetenschappelijke naam van deze soort is voor het eerst voorgesteld als Notarcha iophanes door Edward Meyrick in een publicatie uit 1894. De spanwijdte van het mannetje bedraagt 35 millimeter.
De soort komt voor in India (Sikkim). China, Thailand, Cambodja en Indonesië (Zuidoost-Borneo, Java).